# Station Scunthorpe
Scunthorpe is een spoorwegstation van National Rail in North Lincolnshire in Engeland. Het station is eigendom van Network Rail en wordt beheerd door First TransPennine Express.